# First Day of My Life (canção de Melanie C)
First Day Of My Life é uma regravação de uma música escrita por Enrique Iglesias que foi escolhida para ser tema da novela alemã Julia Wege Zum Glück. Vendeu 550.000 cópias.
Logo o single foi para o 1º lugar, permanecendo por 2 semanas consecutivas, sendo tirado do topo pelo single de Madonna, Hung Up. Mesmo assim o single continuou com o mesmo sucesso de estréia.
Devido ao grande sucesso de First Day Of My Life, o álbum Beautiful Intentions ganhou uma reedição incluindo a música.
Tocando sem parar nas rádios alemãs, as vendas do Beautiful Intentions subiram na Alemanha, Suíça e na Áustria.
Foi lançada originalmente por Andrea Bocelli no seu álbum Andrea de 2004, First Day Of My Life também foi gravada em francês por Mel, em 2006, com o título de Je Suis Née Pour Toi, para as rádios francesas.
First Day Of My Life também foi tocada nas rádios brasileiras como Transamérica, no Hot Hits, um programa de sucessos internacionais e também na rádio paulista Energia 97 FM.

## Tracklisting
German 2-track CD
1. First Day Of My Life
2. Runaway
German Maxi Single
1. First Day Of My Life
2. First Day Of My Life (Acoustic)
3. Runaway
4. First Day Of My Life (Vídeo)

## Charts
| Chart (2005)              | Posição |
| ------------------------- | ------- |
| UK Singles Chart          | 1       |
| Portuguese Singles Chart  | 1       |
| Italian Singles Chart     | 32      |
| German Singles Chart      | 1       |
| Polish Singles Chart      | 1       |
| Austrian Singles Chart    | 2       |
| Australian Singles Chart  | 65      |
| Spanish Singles Chart     | 1       |
| Netherlands Singles Chart | 94      |
| Czech IFPI Chart          | 3       |
| Swiss Singles Chart       | 1       |
| Norway Singles Chart      | 17      |
| French Singles Chart      | 25      |
| Swedish Singles Chart     | 9       |
| Denmark Singles Chart     | 18      |
| Russian Top20             | 3       |
| Europe Top100             | 6       |
| Estonia Singles Chart     | 7       |
| Romanian Top100           | 37      |
| Latvia Top40              | 19      |
| World Airplay Top100      | 17      |
| World Singles Top40       | 34      |